# Гіммігела
Гіммігела (англ. Gimmigela) — гора, розташована у відрогу Хіма Канченджанга, належить до гірської системи Гімалаї, знаходиться поблизу Тавангу (англ. Tawang), штат Arunāchal Pradesh (Індія). Висота вершини 7350 м над рівнем моря.
Вперше підкорили вершину японські альпіністи Taroh Tanigawa, Koji Nagakubo i Yuichi Yoshida 16 жовтня 1995 року, хоча спроби сходження робилися ще з 1963 року.

## Ресурси Інтернету
- Parsons Pat. The Gimmigela Adventure [Архівовано 4 серпня 2019 у Wayback Machine.] (англ.)
- Himalayan Journal. — 1998 [Архівовано 12 березня 2016 у Wayback Machine.] (англ.)

## Виноски
1. ↑  Amer. Alpine Journal. — 1995. — Vol. 37, No 69. — P. 226–229.
2. ↑  Amer. Alpine Journal. — 1964. — Vol. 14, No 38. — P. 226, 227.